# Штат Бразилія
Штат Бразилія (порт. Estado do Brasil) — одна з держав Португальської імперії в Америці періоду колоніальної Бразилії.

## Історія
У 1621 році Генерал-губернаторство Бразилії було розділено на два штати: штат Бразилія та штат Мараньян. Держава була створена 13 червня 1621 року Філіпом II Португальським.
Ця дія розділила Португальську Америку на дві адміністративні одиниці, зі столицею штату Бразилія в Сан-Сальвадорі та столицею штату Мараньян у Сан-Луїсі.
У січні 1763 року, коли столицю штату Бразилія було перенесено із Сальвадора до Ріо-де-Жанейро, штат Бразилія став віце-королівством.

### Устрій
Штат Бразилія спочатку включав 12 із початкових 15 капітанств, усі, крім Сеара (яка пізніше підпорядкувалася Пернамбуку) та Мараньяо, двох частин, які включали субкапітанію Пара на захід від лінії Тордесільяс на той час (з півночі на південь):
- Капітанство Ріо-Гранде-де-Норте
- Капітанство Параіба (південь Ріо-Гранде та Ітамарака)
- Капітанство Пернамбуку
- Капітанство Баїя
- Капітанство Ільєус (у 1761 році стало комаркою Баїї)
- Капітанство Порту Сегуру
- Капітанство Еспіріту-Санту
- Капітанство Ріо-де-Жанейро (перша секція Сан-Томе і Сан-Вісенті)
- Капітанство Санто-Амаро
- Капітанство Сан-Вісенті (друга секція, пізніше перейменована на Капітанство Сан-Паулу і Мінас-де-Ору)
- Капітанство Сантана

### Капітанії, створені державою
- Капітан Алагоас 1817 з Пернамбуку
- Капітанство Сеара у 1799 році повторно відокремилося від Пернамбуку (раніше існувало як одне з 15 оригінальних донатних капітанств)
- Капітанство Гояс
- Капітанство Мату-Гросу
- Капітанство Мінас-Жерайс
- Капітанство Сан-Паулу
- Капітан Сергіпе 1820 з Баїї
- Капітанство Ріо-Гранді-ду-Сул (з регіону Ріо-Гранді-де-Сан-Педро)
- Капітанство Санта-Катаріна